# Irsina
Irsina (fino al 1895 chiamata Montepeloso) è un comune italiano di 4 343 abitanti della provincia di Matera in Basilicata.

## Geografia fisica
Con 262 km² di superficie territoriale, Irsina è il 59º comune più grande d'Italia per estensione, secondo in Basilicata solo a Matera (388 km²). È situata ad un'altitudine di 548 m s.l.m. in posizione dominante la valle del Bradano, nell'estrema parte settentrionale della provincia di Matera, al confine con la parte nord-orientale della provincia di Potenza e la parte occidentale della città metropolitana di Bari.
Confina a nord con il comune di Genzano di Lucania (PZ) (32 km), ad est con Gravina in Puglia (BA) (25 km), a sud con Grassano (22 km) e Grottole (32 km), e ad ovest con Tricarico (32 km), Oppido Lucano (PZ) (33 km) e Tolve (PZ) (35 km).
Nel suo territorio, a circa 10 km dal centro abitato, si trova il bosco di Verrutoli, area boschiva di circa 650 ettari situata ad un'altitudine di 600 m s.l.m., dotata di un'area attrezzata e riserva naturale di un gruppo di daini che vivono liberamente nel bosco. Irsina ha come frazione: Santa Maria d'Irsi ed il Borgo Taccone, quest'ultimo situato a circa 14 km a nord-ovest del comune. Entrambe le frazioni hanno avuto origine con la riforma agraria del 1950.

## Origini del nome
Identificata come l'antica Vertina da Michele Ianora utilizzando fondati argomenti storici e bibliografici; con elevata vicinanza al vero si può ritenere che il suo nome originario Montepeloso derivi dal latino Mons Lapillosus: «Molto vicino al vero è, a parer mio, ritenerlo forma aferetica di Mons Lapillosus, data la natura essenzialmente lapillosa del monte, ... ma anche questa non può darsi come la più sicura etimologia».
Il nome attuale deriva dalla deliberazione consigliare del 6 febbraio 1895: «Dopo di che, l'onorevole Tamburrini, sfoggiando una non comune erudizione, ricorda i vari cambiamenti di nome, subiti da altre città, che avevano il nome fratello a quello di Monte Peloso, come: Pelusio, cambiato in Isneh, Pylos in Navarrino. Cita, poi, Lutetia che divenne Parigi, ed esorta i Consiglieri, suoi colleghi, a voler imporre a Monte Peloso un altro nome più garbato e più armonico, che soprattutto non evocasse montagne (!), né peli. Ed, infine, egli propone il nome, che fu dalla maggioranza accettato, di Irsina, evocando i Popoli Irtini, antichi abitatori del monte Irso e delle terre vicine (?), noti a noi per una iscrizione, posta al dio Giove, e commemorando nello stesso tempo la città di Vertina, citata da Strabone.».

## Storia

### Storia antica
Irsina è uno dei paesi più antichi della Basilicata, come testimoniano numerosi reperti archeologici risalenti ai periodi greco e romano. Dal Medioevo fino al 6 febbraio 1895 il nome del paese era Montepeloso.
Fu assediata ed invasa nell'895 dai Saraceni, che nel 988 la distrussero; fu ricostruita dal Principe Giovanni II di Salerno e fu contesa tra i Bizantini ed i Normanni.

### Storia normanna
Il territorio di Irsina fu al centro della battaglia di Montepeloso, combattuta il 3 settembre 1041, a breve distanza dalle rive del fiume Bradano. L'esercito bizantino è guidato da Augusto Bugiano (Boioannes); le forze normanne sono comandate da Atenolfo, fratello del principe di Benevento Landolfo VI, che coordina anche i militari longobardi. I cavalieri sono guidati da Guglielmo d'Altavilla e da Argiro. I Normanni lanciano la prima carica, mentre i Greci accusano il colpo e cadono a centinaia.
Guglielmo I d'Altavilla è infermo, ma lascia la sua tenda, posta sopra una altura, e si lancia nella mischia. Secondo il cronista Guglielmo di Puglia, i cavalieri normanni sbaragliano le forze bizantine e le truppe che provengono dalla Calabria, dalla Sicilia e dalla Macedonia ed un gruppo di mercenari Pauliciani.
Secondo lo storico De Blosiis, l'eroe della battaglia è Gualtiero, figlio del conte Amico. I bizantini vengono ricacciati dalle truppe normanne, che risultano vincenti e, pertanto, la città passò sotto il dominio normanno. I Normanni catturano Augusto Bugiano, lo trasferiscono a Melfi insieme con le insegne bizantine e poi a Benevento lo consegnano ad Atenolfo.
Secondo la cronaca di Amato di Montecassino, Tristano, cavaliere al seguito della casata Altavilla nel territorio del Vulture, è il primo conte normanno di Montepeloso, una delle dodici baronie di cui si compone la Contea di Puglia.
Nel 1059 al Concilio di Melfi I, il pontefice Niccolò II, eleva la Contea di Puglia a Ducato di Puglia e la affida alla casata Altavilla. Il secondo signore della città, nel 1068, è Goffredo, conte di Conversano, un nipote di Roberto il Guiscardo.
Nel 1123 il papa Callisto II con una bolla elegge Montepeloso a sede vescovile, anche per contrastare la presenza bizantina ancora forte nel paese. Nel 1132 i cittadini aderiscono alla rivolta contro Ruggero II e Montepeloso diviene feudo di Tancredi di Conversano, conte di Brindisi, ma l'anno successivo Ruggero II la punisce per essersi schierata con i ribelli e la fa radere al suolo.

### Storia sveva, gli aragonesi e l'Ottocento
Nel periodo svevo fu annessa alla contea di Andria e dopo la morte di Federico II divenne un marchesato sotto la signoria di Manfredi. Nel 1266, dopo la battaglia di Benevento, passò sotto il dominio degli Angioini che la donarono a Pietro di Beaumont conte di Montescaglioso e successivamente a Giovanni di Monfort. Il 5-1-1309 il Re Carlo II d'Angiò dona a suo genero Bertrando del Balzo, signore di Berre in Provenza, la contea di Montescaglioso di cui Montepeloso faceva parte. Si deve ai conti di Montescaglioso e duchi di Andria, a Francesco II del Balzo la trasformazione in epoca umanistica della Cattedrale di Irsina, e in particolare sotto il suo feudo venne concessa alla chiesa da parte del De Mabilibus la donazione di alcuni corredi ecclesiasitici, tra i quali la scultura da poco attribuita ad Andrea Mantegna. Questo feudo resterà nella famiglia del Balzo fino alla sua confisca da parte degli Aragonesi, a seguito della congiura dei baroni, per entrare nel possesso del re Federico d'Aragona marito di Isabella del Balzo duchessa di Andria. Nel 1586 venne acquistata dalla ricca famiglia genovese dei Grimaldi ed infine passò nel 1664, ai Riario Sforza, che furono gli ultimi signori feudali di Montepeloso.
Nel 1799 aderì ai moti repubblicani innalzando l'albero della libertà e diventando cantone del dipartimento del Bradano, amministrato dal commissario governativo Nicola Palomba. Ben presto questi moti furono soffocati dalle truppe del cardinale Fabrizio Ruffo. Dopo l'unità d'Italia fu interessata dal fenomeno del brigantaggio.
Durante il ventennio fascista fu sede di confino per esponenti antifascisti .

### Simboli
Lo stemma è stato riconosciuto con decreto ministeriale del 14 marzo  1896 e successivamente concesso, assieme al gonfalone, con D.P.R. n. 2127 del 25 febbraio 1983.
Il gonfalone è un drappo di giallo.

## Monumenti e luoghi d'interesse

### Architetture religiose

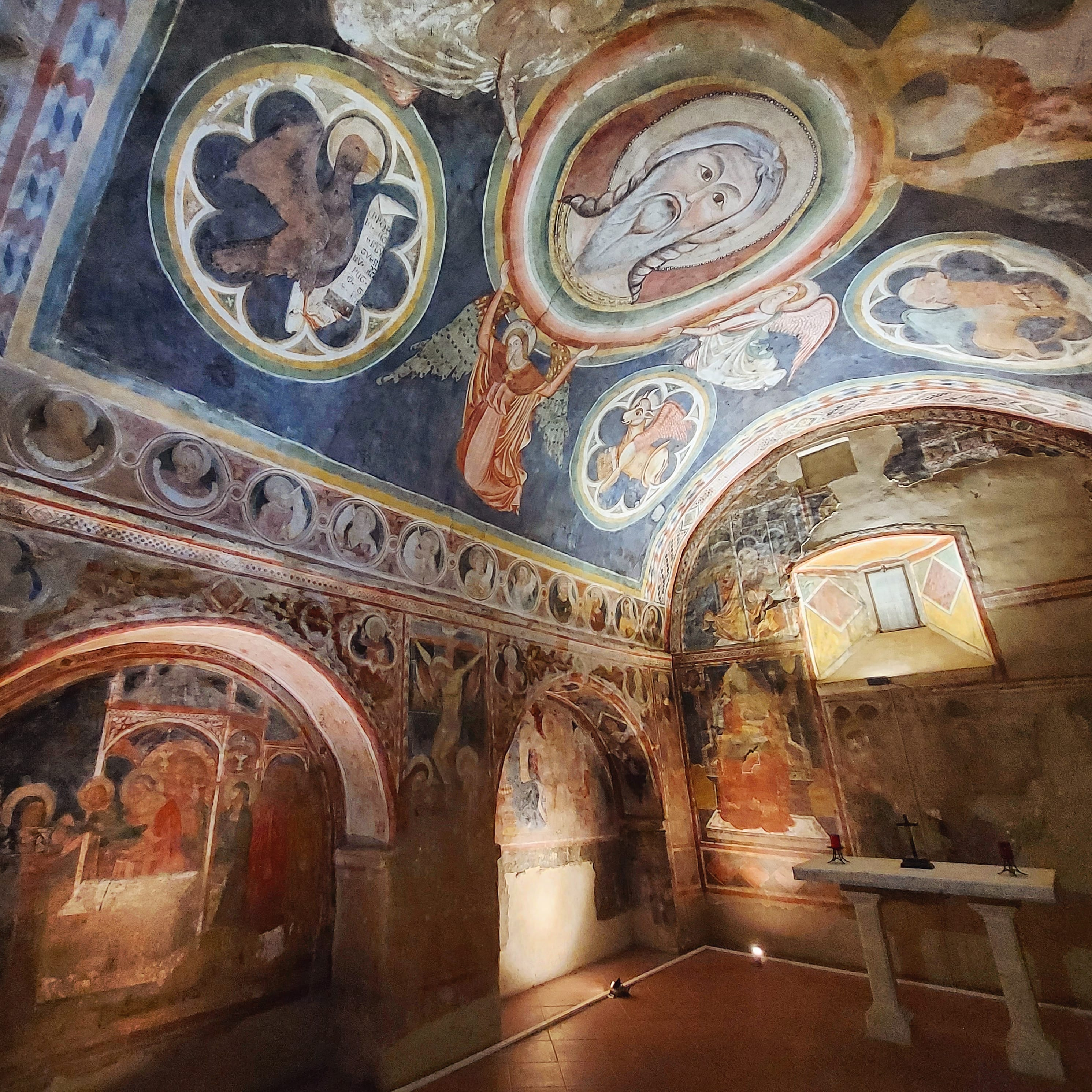
Irsina, chiesa di San Francesco (affreschi anno 1370)

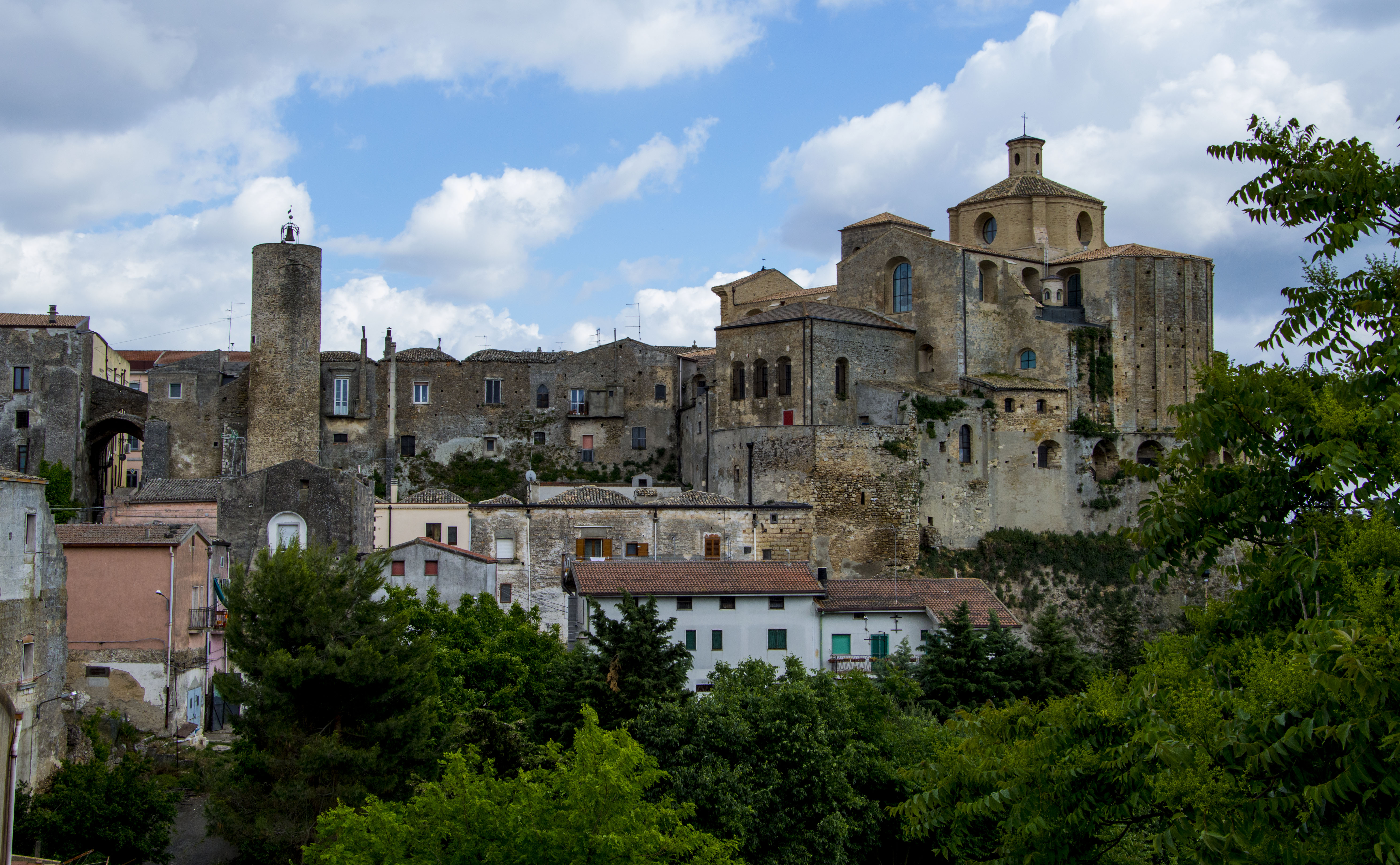
Concattedrale di Santa Maria Assunta (Irsina)

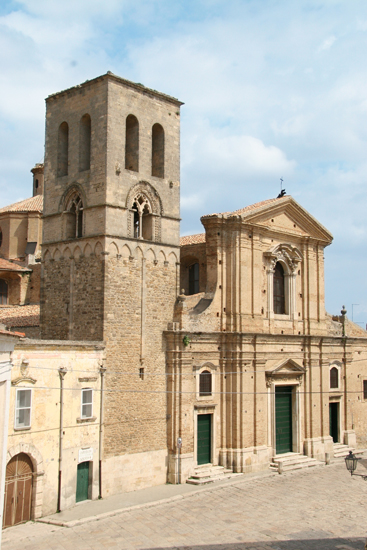
Facciata della Cattedrale di Irsina

- Cattedrale di Santa Maria Assunta: costruita nel XIII secolo e rifatta nel 1777, con facciata barocca e campanile a bifore di stile gotico. Al suo interno vi sono una fonte battesimale in marmo rosso e diverse tele di scuola napoletana del XVIII secolo. Sempre all'interno della cattedrale vi è inoltre la statua marmorea di Sant'Eufemia; l'opera è stata attribuita al Mantegna da Clara Gelao, direttrice della Pinacoteca provinciale di Bari, con il sostegno di parte della critica tra cui Vittorio Sgarbi, ed è stata esposta alla mostra del Mantegna tenutasi nel 2006 a Mantova[13][14]. Secondo altri critici, invece, tra cui Giovanni Agosti che ha curato l'esposizione del Mantegna al Louvre, l'opera, esposta anche in quella mostra, è da attribuire a Pietro Lombardo[15]. Il dibattito tra le due correnti di pensiero è tuttora aperto[16].
- Chiesa del convento di San Francesco (ex castello di Federico II): con impianto architettonico ad una navata e cappelle laterali. Risalente al XII secolo, viene restaurata a più riprese a partire dal XVI secolo fino ad assumere l'attuale facies barocca risalente al XVIII secolo.  La chiesa conserva un Crocifisso ligneo della seconda metà del XVII secolo,  posto a ridosso dell'altare sinistro, e una scultura seicentesca raffigurante San Vito. La sua cripta è decorata da affreschi di scuola umbro-senese del XIV secolo raffiguranti il Redentore, l'Incoronazione, l'Annunciazione, la Crocifissione e la Resurrezione.
- Chiesa di Maria Santissima del Carmine (Purgatorio): conserva una tela raffigurante San Michele Arcangelo ed una Madonna del Carmine di Andrea Miglionico, un'Annunciazione del 1622 di Pietro Antonio Ferro ed una tela del 1600 raffigurante le Nozze di Cana.Chiesa del Purgatorio - dipinto di Andrea Miglionico

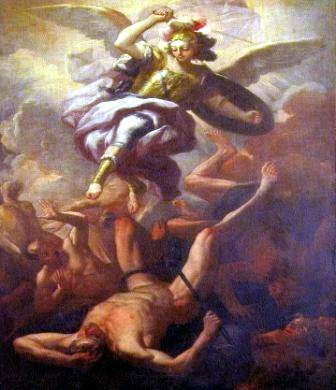
Chiesa del Purgatorio - dipinto di Andrea Miglionico

- Chiesa della Madonna della Pieta. Sorge di fronte al lato occidentale delle mura dell'antica Montepeloso, in un'area interessata sin dall'XI secolo dal monastero benedettino di S. Maria dello Juso.  Riguardo alla sua fondazione un terminus ante quem sarebbe rappresentato da uno stemma vescovile su un lato dell'altare risalente al secolo XVI. La sua intitolazione rinvia alla profonda e secolare devozione dell'Addolorata con il Cristo in grembo che si diffuse in Irsina verso la metà del secolo XVI sec. ad opera di alcuni vescovi in stretto contatto con l'ambiente culturale romano.  La prima attestazione rinveniente da una fonte iconografica è datata 1703. Si tratta della veduta del Pacichelli da cui si evince un impianto architettonico costituito da due corpi di fabbrica. Attualmente, la chiesa ha un impianto ad unica navata orientata nella direzione est-ovest ma con la disposizione relativa del presbiterio e dell'entrata non coerente con il canonico asse liturgico che prevede, come si sa, l'altare ad oriente. L'elemento di maggiore pregio artistico è sicuramente l'ingresso principale, il cui arco medievale di reimpiego, in marmo intagliato impreziosito con originali motivi geometrici ad intreccio ed elementi floreali e zoomorfi, è inserito all'interno di un portale con piedritti, cornici e modanature dal gusto tardorinascimentale.[17]

### Architetture civili
- Palazzo Lombardi
- Palazzo Cantorio
- Palazzo Angeletti
- Palazzo Nugent
- Porta Arenacea
- Porticella dei Greci
- Porta Maggiore o di Sant'Eufemia
- Porta della Provvidenza
- Ruderi Porta Antico Castello Federico II
- Torretta
- Torre Castello Federico
- Bottini (rete di cunicoli sotterranei utili a captare l'acqua e distribuirla alle fontane del paese).

## Società

### Evoluzione demografica
Abitanti censiti

### Lingue e dialetti
Il dialetto irsinese costituisce una particolarità rispetto ai dialetti circostanti, quali gravinese e materano che ne hanno costituito un punto cardine, ma esso appartiene ad un triplo gruppo di dialetti (IIIc, Vb e Vc), con influenze apulo-baresi, lucane centrali e materano-tarantine, anche con un proprio strato base. Ciò porta a distaccarlo dai dialetti citati, ma non nettamente, richiamando fonemi da un gruppo, adesso da un altro, o anche assumendo la propria parlata.

## Cultura

### Istruzione
- Istituto comprensivo Giuseppe Mascolo
- Istituto di Istruzione Superiore Carlo Levi di Tricarico, Grassano e Irsina

### Musei
- Museo civico Janora, ospitato nei locali dell'ex convento di San Francesco, frutto del lavoro di raccolta effettuato dallo storico irsinese Michele Janora e dal 1981 acquisito dal comune di Irsina. Ospita una collezione di circa 1600 oggetti, tra cui numerosi reperti archeologici.

### Cinema
- Nel 1997 ad Irsina è stato girato il film Del perduto amore con la regia di Michele Placido.
- Nel 2003 è stato girato nella parte vecchia della città il film Prova a volare con Riccardo Scamarcio, Ennio Fantastichini, Antonio Catania, con la regia di Lorenzo Cicconi Massi.
- Nell'autunno 2011 viene girato un film[quale?] con Raul Bova e Bud Spencer.
- Nell'ottobre 2012 è stato girato il film Una diecimilalire del regista romano Luciano Luminelli con Gerardo Placido, Gianluca Di Gennaro, Ciro Esposito e Nino Frassica.

### Eventi

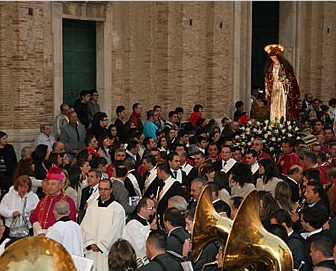
Statua di Sant'Eufemia in processione all'uscita dalla cattedrale

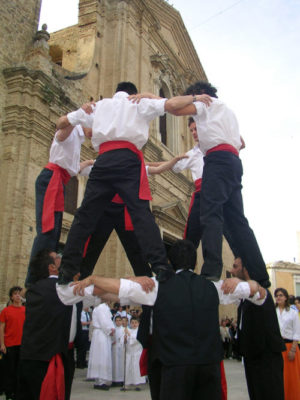
Pizzicantò in onore della Madonna della Pietà

- La festa di Sant'Eufemia, protettrice di Irsina, si svolge dal 14 al 17 settembre. In particolare il 16 settembre vengono consegnate sul sagrato della Cattedrale le chiavi della città all'arcivescovo, e da questi alla patrona e custode della città, Sant'Eufemia. Segue una lunga processione per le vie del paese dell'immagine di Sant'Eufemia, della reliquia del suo braccio e dell'icona della Madonna della Divina Provvidenza.
- La festa della Pietà ed il pizzicantò, si svolge l'ultima domenica di maggio con una processione dell'immagine della Madonna della Pietà. Segue il tradizionale gioco del Pizzicantò, che prevede la disposizione di due squadre di giovani in cerchio, in un doppio piano, a formare una piramide umana. Nel dicembre 2011, data la notevole affinità tra il gioco del pizzicantò praticato nell'Italia meridionale ed i Castells della Catalogna, si è svolta la seconda edizione del Festival internazionale delle torri umane, con la presenza di gruppi provenienti da diverse zone dell'Italia e dalla Catalogna stessa[19]; per la prima volta il Festival ha interessato anche la città di Matera.
- Festa di San Giuseppe: si svolge il 19 marzo nella concittadina con l'organizzazione di falò e la produzione delle tradizionali "pandòzz"(morbidi  panini tipici di Irsina).

## Economia
L'economia irsinese si basa in gran parte sull'agricoltura: in particolare sulle coltivazioni cerealicole e viticole. Vi sono inoltre numerose attività artigianali e diverse aziende zootecniche: celebre è la mozzarella di bufala campana.

## Infrastrutture e trasporti

### Strade
- Strada statale 655 Bradanica: Irsina è collegata tramite questa arteria da un lato a Matera e dall'altro al casello autostradale di Candela sull'autostrada A16 Napoli-Canosa ed a Foggia.
- Strada statale 96 Barese: Irsina funge da prolungamento della statale 96 che conduce da Bari a Potenza.

### Ferrovie
Il comune è servito dalla stazione di Irsina, sulla ferrovia Altamura-Avigliano-Potenza, gestita da Ferrovie Appulo Lucane (FAL).
Sulla stessa linea si trova la stazione di Taccone, a servizio della frazione di Borgo Taccone.

## Amministrazione

### Gemellaggi
- Sassuolo dal 1991
- Sant'Angelo del Pesco

## Sport
- A.S.D. Irsina Calcio - Campionato di Seconda Categoria Basilicata - Stadio Comunale Giuseppe Meazza
- U.S. Irsinese Calcio a 5 - Serie D
- G.S.C Irsina Gruppo Sportivo Ciclistico 2004 - Colori sociali: bianco e verde - Campioni Regionali FCI Basilicata 2006 e 2007 Categoria Cicloturisti

- Cavalieri Sant'Eufemia